# Campeonato Paranaense Terceira Divisão 2019
In 2019 werd de 20ste editie van het Campeonato Paranaense Terceira Divisão gespeeld voor voetbalclubs uit de Braziliaanse staat Paraná. De competitie werd georganiseerd door de FPF en werd gespeeld van 18 augustus tot 24 november. Andraus werd kampioen. 
GRECAL en Campo Mourão verlieten de lopende competitie na een aantal speeldagen, hun resultaten werden geschrapt. 

## Eerste fase
| Plaats | Clu        | Wed. | W | G | V | Saldo | Ptn. |
| ------ | ---------- | ---- | - | - | - | ----- | ---- |
| 1.     | Araucária  | 8    | 6 | 2 | 0 | 27:9  | 20   |
| 2.     | Arapongas  | 8    | 5 | 1 | 2 | 12:5  | 16   |
| 3.     | Azuriz     | 8    | 4 | 3 | 1 | 9:4   | 15   |
| 4.     | Andraus    | 8    | 4 | 2 | 2 | 9:7   | 14   |
| 5.     | Iguaçu     | 8    | 3 | 4 | 1 | 17:7  | 13   |
| 6.     | Verê       | 8    | 3 | 1 | 4 | 14:15 | 10   |
| 7.     | Portuguesa | 8    | 1 | 2 | 5 | 5:11  | 5    |
| 8.     | Cambé      | 8    | 1 | 1 | 6 | 6:19  | 4    |
| 9.     | Colorado   | 8    | 0 | 2 | 6 | 4:26  | 2    |

|  | Geplaatst voor tweede fase |

## Tweede fase
In geval van gelijke stand gaat de club met het beste resultaat in de tweede fase door, beide finalisten promoveren.
|  | halve finale | halve finale | halve finale | halve finale |  |           | finale | finale | finale | finale |
|  |              |              |              |              |  |           |        |        |        |        |
|  |              |              |              |              |  |           |        |        |        |        |
|  | Araucária    | 0            | 0            | 0 (2)        |  |           |        |        |        |        |
|  | Andraus      | 0            | 0            | 0 (4)        |  |           |        |        |        |        |
|  |              |              |              |              |  | Andraus   | 0      | 0      | 0 (5)  |        |
|  |              |              |              |              |  | Arapongas | 0      | 0      | 0 (4)  |        |
|  | Arapongas    | 1            | 1            | 2            |  |           |        |        |        |        |
|  | Azuriz       | 1            | 0            | 1            |  |           |        |        |        |        |

Details finale
Heen
|                   |         |       |           |                                                                 |
| 17 november 15:30 | Andraus | 0 – 0 | Arapongas | Estádio Municipal Atílio Gionédis, Campo Largo Toeschouwers: 18 |
| 17 november 15:30 |         |       |           | Estádio Municipal Atílio Gionédis, Campo Largo Toeschouwers: 18 |

Terug
|                   |                                                                                  |       |                                   |                                                                    |
| 24 november 15:00 | Arapongas                                                                        | 0 – 0 | Andraus                           | Estádio Municipal José Luís Chiapin, Arapongas Toeschouwers: 1.339 |
| 24 november 15:00 |                                                                                  |       |                                   | Estádio Municipal José Luís Chiapin, Arapongas Toeschouwers: 1.339 |
| 24 november 15:00 | Strafschoppen                                                                    |       |                                   | Estádio Municipal José Luís Chiapin, Arapongas Toeschouwers: 1.339 |
| 24 november 15:00 | Bruno Morais Rafael Paulista Jardiel Paulo Henrique Caio Henrique Lucas Lourenço | 4 - 5 | Borges} Julyano Nilson Pablo Ruan | Estádio Municipal José Luís Chiapin, Arapongas Toeschouwers: 1.339 |

## Kampioen
| Campeonato Paranaense Terceira Divisão 2019 |
| Paraná                                      |
| ------------------------------------------- |
| ANDRAUS Kampioen (2° titel)                 |